# Protoptila alexanderi
Protoptila alexanderi är en nattsländeart som beskrevs av Ross 1941. Protoptila alexanderi ingår i släktet Protoptila och familjen stenhusnattsländor. Inga underarter finns listade i Catalogue of Life.